# 한국의 잡지
한국의 잡지는 1908년에 발행된 최남선의 《소년》이 그 최초로 알려져 있다. 일제강점기에는 민족주의적 성격을 띠었으며, 식민지정책으로 탄압을 받았다. 광복 후에는 언론출판의 자유 속에서 혼란을 겪었고, 종합교양지, 학술지, 대중잡지 등 그 영역이 다양해졌다.

## 특색 및 내용
책의 일종으로서 잡지는 일정한 시간적 간격을 두고 발간되는 특색을 가지고 있다. 잡지는 발전과정에서 점차로 시사성(時事性)을 띠게 되면서 새로운 지식과 정보를 제공하는 역할을 하게 되었고, 독자들의 새로운 지식과 다양한 기대 및 요구에 부응하기 위하여 시론(時論)·문예(文藝)·오락물 등을 싣게 되었다. 이와 같은 독특한 성격 때문에 잡지는 상당한 수준의 인쇄기술과 광범위한 사회문화적 조건을 필요로 한다. 한국에서 잡지종류의 서적이 근대 개화문명을 받아들인 후인 20세기에 이르러서야 출현한 것도 이 때문이라고도 지적된다.

## 잡지의 출현
최남선의 《소년》(1908)이 그 최초이며, 이어서 《청춘》(1914), 《개벽》(1920) 등이 발간되었다. 이러한 잡지들은 모두가 민족의 자주독립 혹은 국권회복의 앞장으로 민중을 계몽하고자 하는 데 주요한 목적을 두고 있는 것들이었다. 따라서 이들 잡지는 당시의 선각자나 지식인들이 주동이 되어 발행하였으며, 따라서 영리적 이익을 얻고자 하지는 않았다. 이러한 민족주의적 성격 때문에 잡지는 가혹한 일제의 탄압을 받을 수밖에 없었고, 그 수명도 길지 못하였다. 초창기의 잡지는 새로운 사조, 특히 문예사조를 소개하는 가장 중요한 역할을 담당하였다. 《태서문화신보(泰西文化新報)》(1918), 《창조(創造)》(1919), 《진탑(塵塔)》(1920), 《조선문학(朝鮮文學)》(1924) 등이 이런 종류의 잡지들이다. 물론 이 잡지들은 새로운 문예사조를 소개하는 데 그치지 않고 한국문학의 고유성을 발굴·전승함으로써 소위 신문학(新文學)의 확립에 크게 공헌하였다. 초창기부터 8·15 광복에 이르는 동안에 나타난 잡지로는 위에 든 것 외에도 상당수가 있었지만 이들 역시 노골화한 식민지정책에 의하여 큰 시련을 당하게 되었고, 다만 몇 개의 문예지만이 남아 그 명맥을 유지했을 뿐이다.

## 광복 이후
광복 후 한국의 정치적·사상적 혼돈, 거의 무제한으로 허용된 언론출판의 자유로 용지난과 인쇄시설의 미비에도 불구하고 정치적 색채를 달리하는 수많은 잡지가 쏟아져 나왔다. 광복 후 최초로 발간된 《해방뉴스》를 비롯하여서 《문화통신》, 《조선주보》 등 1945년 9월부터 연말까지 발행된 잡지수는 35종에 이르렀다. 광복 이후 민족주의적 입장을 견지하는 잡지들은 객관적으로 건국문제 등을 다룬 편이었지만 공산주의자들이 잡지출판에 침투하기 시작하면서 큰 혼돈을 겪게 되었다. 이 무정부상태는 1948년 정부수립으로 일단락짓게 되었지만 잡지출간 종(種)수는 줄어들었다. 특히 6·25전쟁은 잡지의 성장에도 극심한 타격을 주었으나 이 어려운 시기에도 새로운 잡지가 상당수 창간되었다. 휴전 이후는 외국물자와 함께 상륙한 퇴폐적 풍조가 만연하여 건전한 교양지를 누르고 저속한 대중잡지가 그 황금기를 누리기도 하였다.
한국의 잡지발행이 본궤도에 올라선 것은 1960년대이다. 자유당 반독재 투쟁의 선봉에서 민의를 대변한 《사상계》와 문예지인 《현대문학》, 학생을 대상으로 하는 《학원》, 대중지 《아리랑》, 여성지 《여원》 등이 지령 100호를 넘은 것도 60년대이고, 독자층의 확대와 이에 따른 종합교양지가 확고한 기반을 갖추기 시작한 것도 60년대이다. 특히 이 기간에 《동아일보》, 《중앙일보》에서도 잡지출판에 착수하여 어느 정도의 성공을 보게 되었고 특수한 독자들을 대상으로 하는 여성지와 아동지·학습지 등이 속속 나타나기도 했다. 종합 교양지 뿐만 아니라 특수한 직업에 종사하는 사람을 대상으로 하는 특수 전문지도 많이 창간되었다. 한편 60년대 말에 나타나기 시작한 신문사 발행의 주간지는 대중의 저속한 관심에 호소하여 그들 나름대로 붐을 조성하여 사회적으로 물의를 일으키기도 하였다.
1987년 6·29선언 후 잡지 등록 규제가 풀리자 칩거하던 잡지인과 새 잡지가 대거 등장하면서 출판문화의 영역이 다양해지고, 전문지 시대가 도래하였다. 1987년 제137회 정기국회 본회의는 언론기본법의 폐지에 따른 정기간행물 등록에 관한 법률안을 통과시켰다.

## 같이 보기
- 잡지의 날
- 한국잡지정보관
- 한국의 방송

## 참고 문헌
- 이 문서에는 다음커뮤니케이션(현 카카오)에서 GFDL 또는 CC-SA 라이선스로 배포한 글로벌 세계대백과사전의 내용을 기초로 작성된 글이 포함되어 있습니다.